# Mausoleo dello Sceicco Zaynudin
Il mausoleo dello sceicco Zaynudin Bobo si trova a Tashkent in Uzbekistan.
Lo sceicco Zaynudin Bobo è stato uno scrittore e divulgatore dell'ordine sufi conosciuto come Suhrawardiyya. La data esatta della sua nascita è sconosciuta. Si ritiene che morì a 95 anni. Probabilmente era un figlio del fondatore dell'ordine Suhrawardiyya, Diya al-Din Abu 'n-Najib as-Surawardi (1097-1168), che ha inviato il suo figlio Zaynudin a Tashkent per diffondere le idee del suo ordine. Zaynudin si dice sia stato trasmesso a terra al cimitero del villaggio Orifon al di là della Porta Kukcha (ora all'interno di Tashkent). C'è una cella sotterranea(chillahona) risalente al XII secolo nel mausoleo, dove lo sceicco Zaynudin ha condotto le sue meditazioni 40 giorni (Chilla) e chartak risalente al XIV secolo.
Il mausoleo è stato costruito nel XVI secolo e fu ricostruito nel tardo XIX secolo. Le misure sono 18 x 16 metri ed è alto 20,7 metri.

## Galleria d'immagini

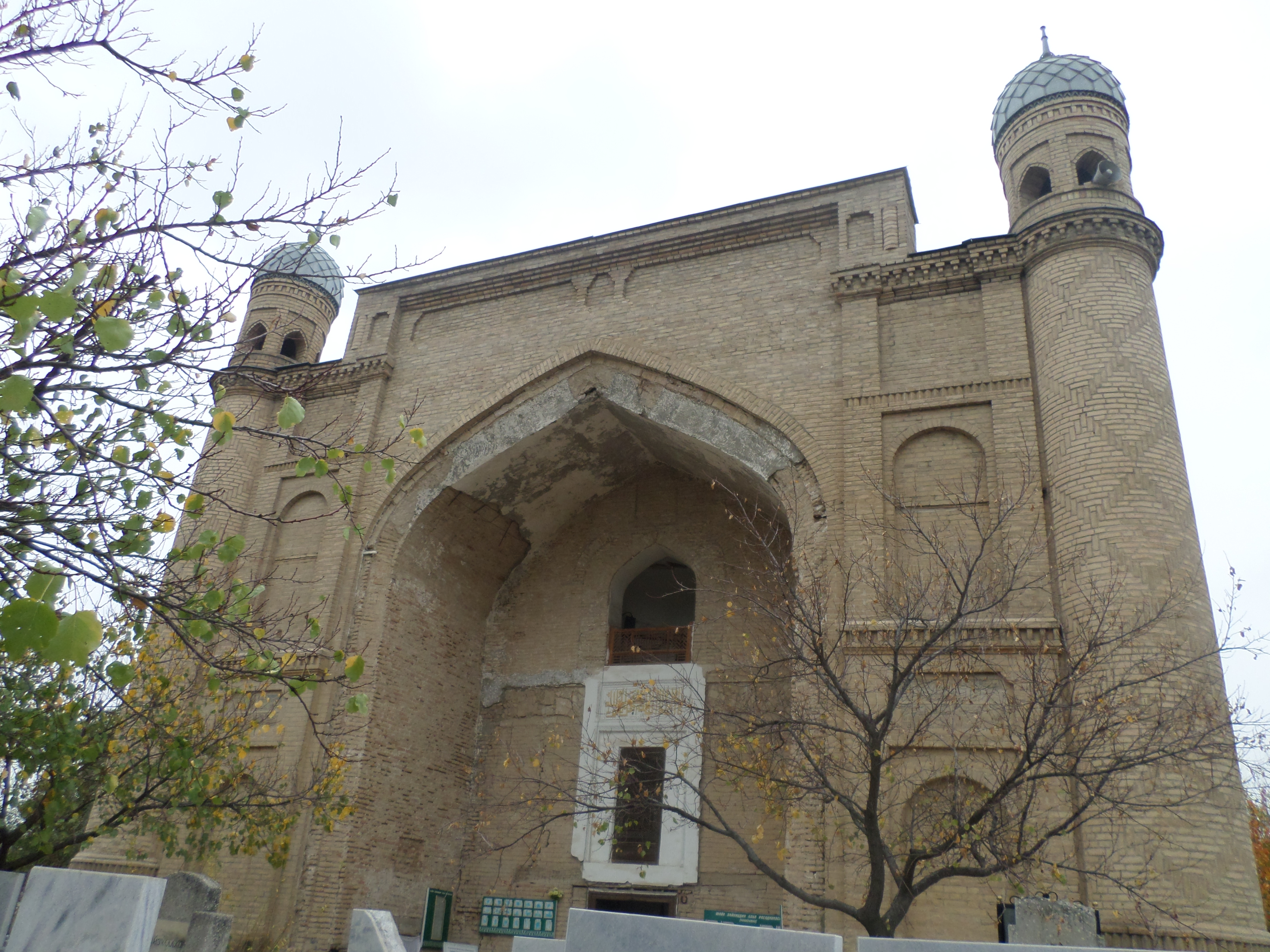
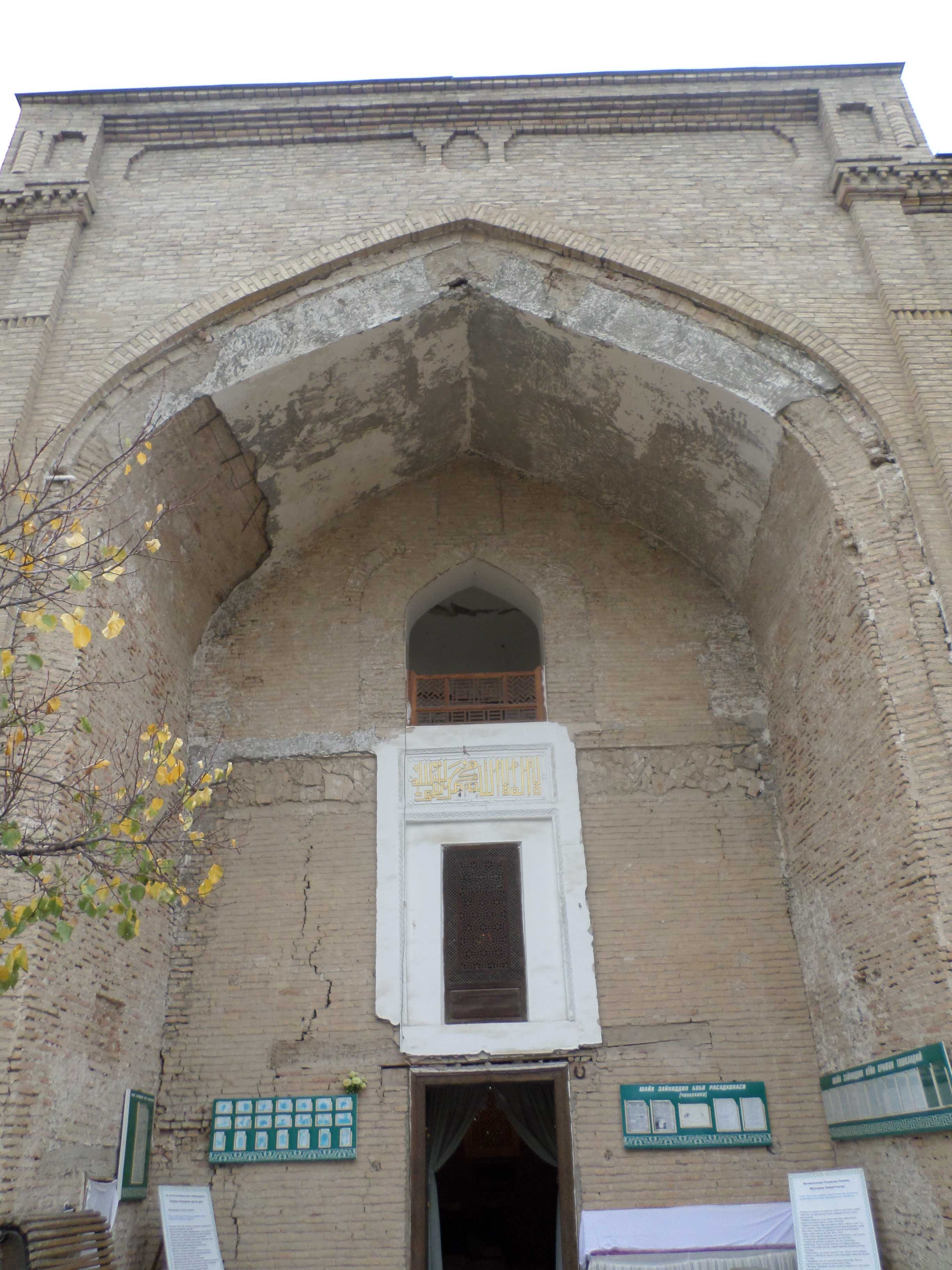
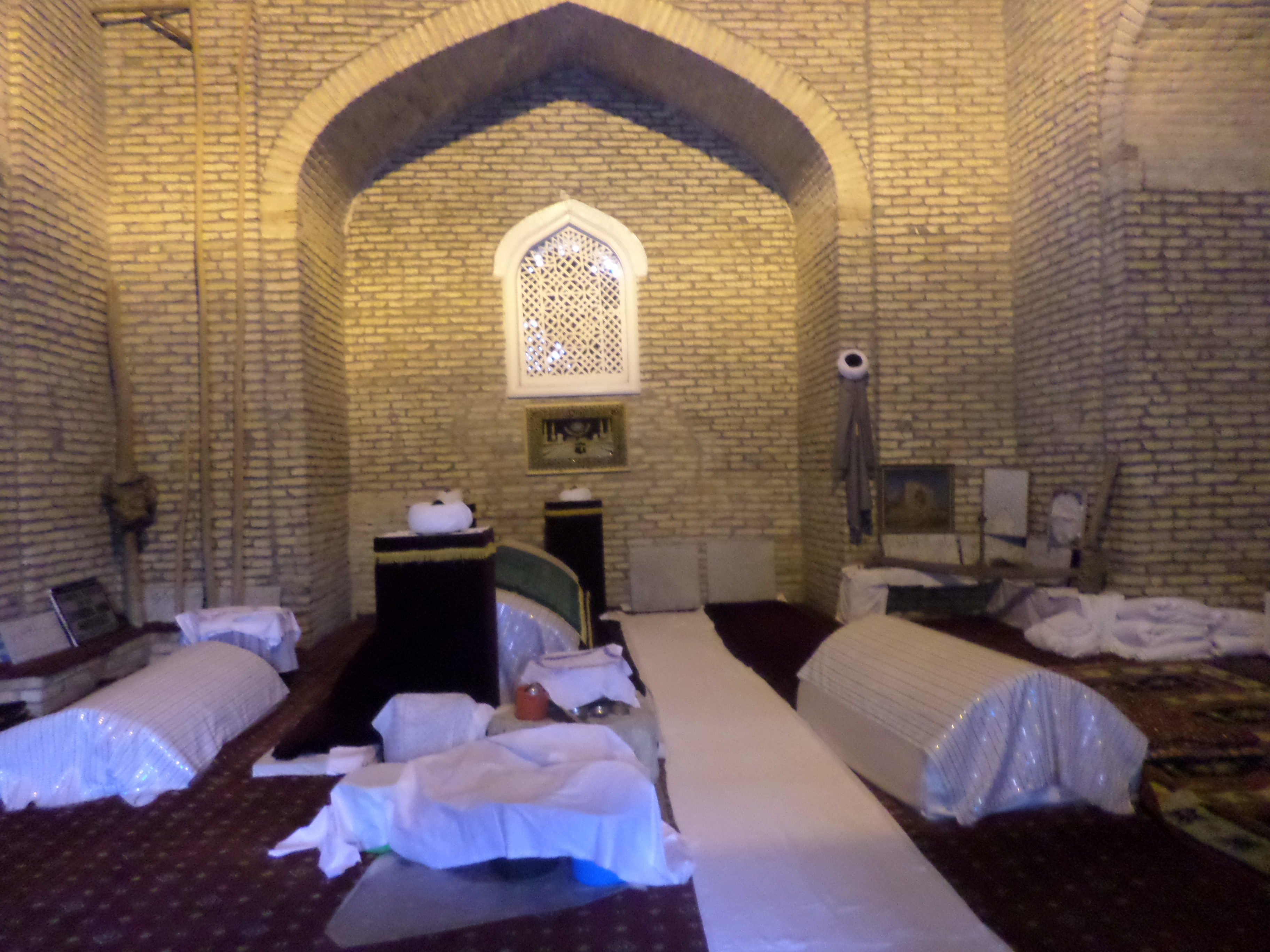
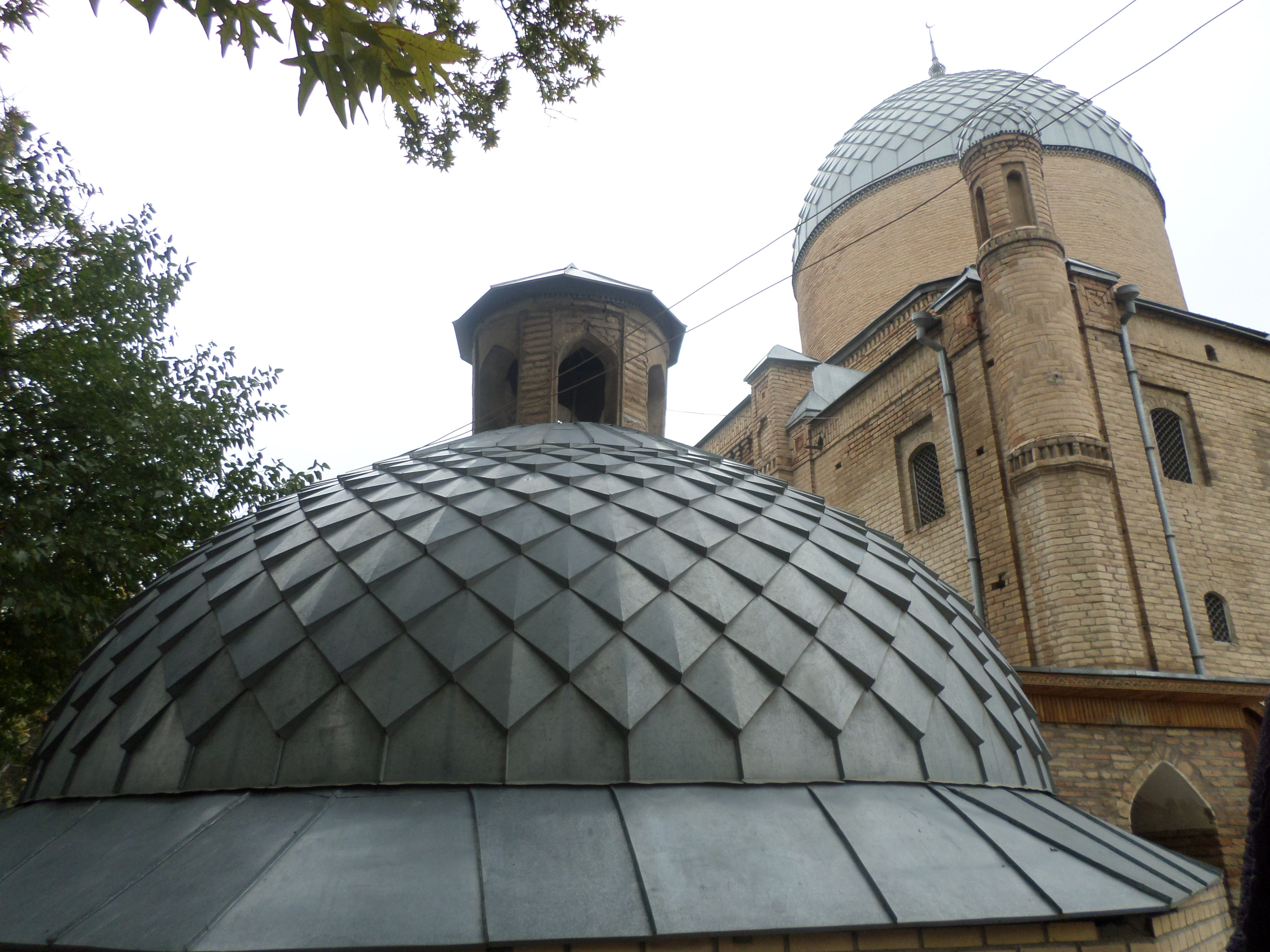